# Tunnel McClure
Le tunnel McClure est situé à Santa Monica en Californie aux États-Unis. Il relie la Pacific Coast Highway (California State Route 1) à sa jonction avec le terminus ouest de l'autoroute Santa Monica (Interstate 10 en Californie (en)),.
Le tunnel traverse les falaises océaniques de Santa Monica,, sous l'intersection Colorado Avenue-Ocean Avenue (en), à proximité de la jetée de Santa Monica, à l'extrémité sud du parc Palisades (en). La longueur du tunnel McClure est d'environ 120 mètres Le tunnel actuel a ouvert ses portes en 1936, en remplacement d'un ancien tunnel ferroviaire qui avait été foré en 1886. Il est officiellement baptisé en 1979 en référence à Robert E. McClure, un éditeur de journaux local, membre de la Commission des routes de l'État.

## Le statut d'autoroute californienne
Selon le réseau routier de l'État de Californie, le tunnel McClure fait partie intégrante de la route 1 de l'État. Le terminus ouest de l'autoroute Interstate 10 (en)/Santa Monica se trouve à l'est du tunnel lorsque la route 1 devient une autoroute, au niveau de la 4ème rue. Celle-ci sort ensuite sur Lincoln Boulevard tandis que l'Interstate 10 continue vers l'est, jusqu'à Los Angeles.

## Histoire

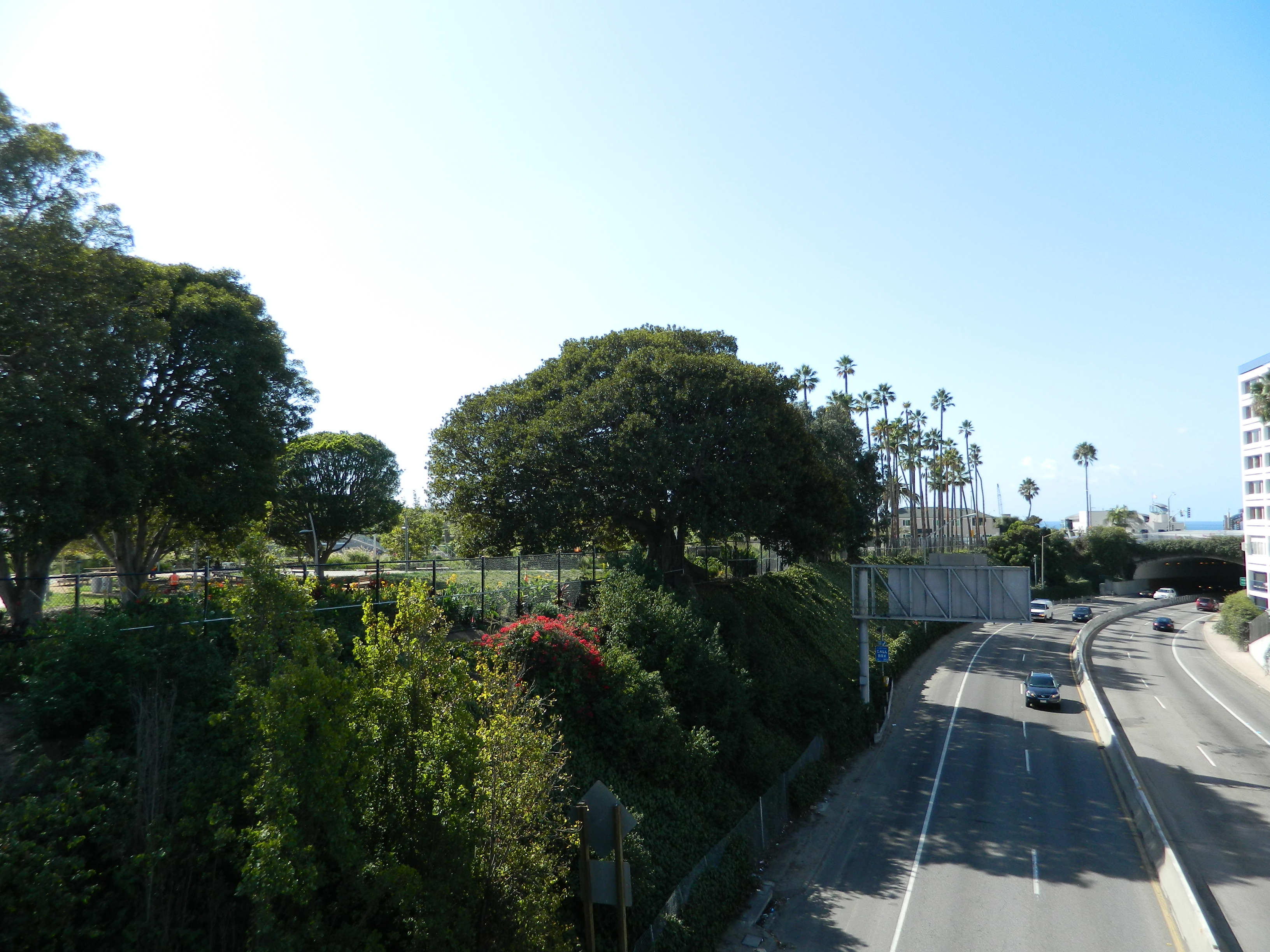
La sortie du tunnel.

Le tunnel a été construit, à l'origine, en 1886 comme un tunnel ferroviaire de la Southern Pacific destiné à permettre au chemin de fer de prendre des trains jusqu'à Long Wharf (Santa Monica), le port de Los Angeles,,. Il était baptisé alors Olympic tunnel.
Ce tunnel, et la vue sur l'océan à gauche qui apparaît soudainement lorsque le passager se déplace vers l'ouest, en sortant du tunnel incurvé, figurent dans un bref film des Edison Studios de 1898, intitulé Going Through the Tunnel,.
Le tunnel est démoli et reconstruit par la Work Projects Administration en tant que tunnel automobile, ouvert en 1936. Le coût de la construction du tunnel est de 200 000 $. Il relie la route Roosevelt aux boulevards Olympic et Lincoln. L'autoroute est relié au tunnel, en 1966, et en 1979, le tunnel est officiellement baptisé en l'honneur de Robert E. McClure, rédacteur en chef du journal Santa Monica Outlook et défenseur de longue date de l'autoroute,,,.

### Source de la traduction
- (en) Cet article est partiellement ou en totalité issu de l’article de Wikipédia en anglais intitulé « McClure Tunnel » (voir la liste des auteurs).